# Lafcadio Hearn
Lafcadio Hearn, řecky Πατρίκιος Λευκάδιος Χερν, známý též jako Koizumi Jakumo, japonsky 小泉 八雲 (27. června 1850 Lefkada – 26. září 1904 Tokio) byl řecko-irsko-japonský spisovatel a novinář píšící anglicky a japonsky, proslulý zejména sbírkami japonských legend a pověstí, z nichž nejznámější je sbírka Kwaidan („Duchařské historky“), jež vyšla prvně roku 1904, krátce po autorově smrti.

## Život
Jeho otec byl Ir ve službách britské armády (Britové tehdy Řecko vojensky ovládali), matka Řekyně. Oba Lafcadia brzy opustili. Z rodného Řecka byl poslán již ve dvou letech, roku 1852, do otcova rodiště v Irsku, kde se jeho výchovy ujala teta z otcovy strany. V roce 1861 ho teta, která vyznávala katolicismus, v obavě, že Lafcadio ztrácí katolickou víru, poslala na církevní školu ve francouzském Yvetotu. Lafcadio si zde katolicismus (a náboženství vůbec) ještě více zošklivil, avšak naučil se výborně francouzsky, takže později přeložil z francouzštiny do angličtiny řadu děl, zejm. Guy de Maupassanta, Gérarda de Nervala, Anatola France a Pierra Lotiho (který dle literárních kritiků nejvíce ovlivnil vlastní Hearnův styl).
Roku 1863 přešel na katolickou St. Cuthbert's College na univerzitě v Durhamu. Zde si nešťastně zranil oko, na nějž nakonec zcela oslepl, navíc druhé oko bylo silně krátkozraké, takže měl s viděním do konce života velké potíže. Kvůli finančním problémům svých pěstounů studia ovšem nedokončil.
V 19 letech byl tedy poslán do Spojených států. Finančně pomoci mu tam měli příbuzní manžela jeho tety, kteří žili v Cincinnati, avšak ti to odmítli a Lefcadio se ocitl zcela bez prostředků. Pracoval ve stájích a skladištích, později v tiskárně socialisty Henry Watkina, který ho vedl k četbě utopických socialistů (Fourier, Dixon, Noyes), byť Hearn sám sebe později označoval spíše za liberála v duchu učení Herberta Spencera.
V letech 1872–1875 pracoval jako novinář pro Cincinnati Daily Enquirer, kam psal hlavně zprávy o zločinech. V roce 1874 začal vydávat s přítelem a budoucím malířem Henry Farnym satirický časopis Ye Giglampz. Vyšlo devět čísel. Ve stejném roce, ve svých 23 letech, se oženil s černošskou dívkou. Tento sňatek odporující tehdejším zákonům a některé jeho protináboženské výpady v časopise Ye Giglampz vedly k tomu, že byl z Enquireru propuštěn. Přešel tedy do konkurenčního listu The Cincinnati Commercial. Jako jeden z mála novinářů té doby věnoval pozornost i černošské komunitě a kultuře, zajímal se především o lidové písně Afroameričanů. Zájem o folklór ho už nikdy neopustil.
Po rozvodu se svou ženou se rozhodl Cincinnati opustit a odešel do New Orleansu. Zde žil deset let, psal pro nejprve zdejší noviny Daily City Itema, později pro Times Democrat a Harper's Weekly. Začal se více věnovat kulturním tématům, psal hlavně recenze. Krom psaní též vytvářel dřevoryty jako ilustrace. Jeho texty o New Orleans byly shrnuty do několika knih, které mají velkou cenu pro americkou historiografii a kulturní antropologii, neboť Hearn se věnoval též opomíjeným tématům národnostních menšin a přistěhovalců a jejich každodenního života (kuchyně, zvyky, úsloví). Jeho článek o Filipíncích z roku 1883 je kupříkladu vůbec nejstarší písemnou zmínkou o této komunitě v USA. Někdy byl ovšem kritizován, že přeháněl, když New Orleans popisoval hlavně jako exotické a tajemné místo.
Roku 1887 ho Harper's Weekly vyslal do Karibiku jako korespondenta. Strávil dva roky na Martiniku. Své zážitky popsal ve dvou knihách (Two Years in the French West Indies and Youma a The Story of a West-Indian Slave).
Roku 1890 byl vyslán na další novinářskou misi, tentokrát do Japonska. Noviny ho sice přestaly brzy platit, ale on se rozhodl v Japonsku, které ho okouzlilo, zůstat. Získal práci na střední škole v Macue. Zde se oženil s dívkou z místní samurajské rodiny, Koizumi Secu. Roku 1894 vydal knihu Glimpses of Unfamiliar Japan a začal pracovat pro anglicky psané noviny Kobe Chronicle. Roku 1896 získal japonské občanství a s tím nové jméno Koizumi Jakumo. Dokonce přijal i buddhismus, navzdory svému dřívějšímu protináboženskému zaujetí. V roce 1896 též začal učit anglickou literaturu na Tokijské císařské univerzitě. Působil zde až do roku 1903, kdy byl jmenován profesorem na Univerzitě Waseda. Krátce nato, roku 1904, však zemřel. Brzy poté vyšla jeho nejslavnější kniha, sbírka lidových pověstí Kwaidan.
Jeho práce o Japonsku a japonském buddhismu se staly v Evropě velmi populární zejména po světové výstavě roku 1900, kdy v Evropě vznikla módní vlna zájmu o japonskou kulturu.